# Савельева, Ирина Максимовна
Ири́на Макси́мовна Саве́льева (род. 7 января 1947, Москва) — советский и российский историк, специалист по теории, истории и методологии исторической науки и социологии знания, автор 12 монографий, большинство из которых написано в соавторстве с А. В. Полетаевым. Совместно с последним работала в области социологии истории, разрабатывала проблемы формирования массовых исторических представлений, форм трансляции исторического знания, понятия «историческое время», механизмов превращения научного знания в «классику».

## Биография
И. М. Савельева родилась в университетской семье, её отец — доктор исторических наук, исследователь остзейского дворянства М. М. Духанов (1921—2001), professor emeritus Латвийского государственного университета. Мать Зинаида Васильевна Мосеева (1921—2009) также была историком, доцентом ЛГУ.
Ирина Максимовна окончила исторический факультет МГУ (1970), где её научным руководителем был Н. В. Сивачёв. Под руководством Т. Т. Тимофеева защитила кандидатскую диссертацию по истории американского трудового права в XX веке (1975, Институт международного рабочего движения АН СССР).
Доктор исторических наук (1991, диссертация «Концепции альтернативного развития западного общества: социальный идеал и политические модели (1970—1980-е гг.)» защищена в ИМЭМО АН СССР). Более 30 лет работала в академических институтах, а в 2002 году возглавила основанный ею Институт гуманитарных историко-теоретических исследований (с 2010 года Институт носит имя А. В. Полетаева) в НИУ «Высшая школа экономики». В 2009 году по инициативе и при активном участии И. М. Савельевой в ВШЭ был создан факультет истории. Она — ординарный профессор Высшей школы экономики, награждена медалью ордена «За заслуги перед Отечеством» II степени (2013).
С 1997 по 2002 год И. М. Савельева координировала издательские проекты «Translation Project» и «Восток переводит Восток» в Институте «Открытое общество» (Фонд Сороса, Россия). В рамках этой программы на русский было переведено около 400 книг из европейской гуманитарной классики XX века. Их изучение содействовало преодолению разрыва в исследовательских технологиях и историческом мышлении россиян и их западных коллег. И. М. Савельева была заместителем главного редактора альманаха «THESIS: теория и история экономических и социальных институтов и систем», членом редакционных коллегий ежегодника «Социальная история» и бюллетеня «Теоретические проблемы исторических исследований». В настоящее время она входит в состав редколлегий изданий «Исторический журнал: научные исследования», «Новая и новейшая история» и «Социологическое обозрение», а также альманаха интеллектуальной истории «Диалог со временем», является главным редактором серии препринтов ВШЭ на русском и английском языках по гуманитарным наукам.
Активно занимается развитием международного сотрудничества учёных: член совета Международной ассоциации гуманитариев, ранее была советником американской программы поддержки гуманитарных исследований в России (ACLS). Профессор Варшавского университета, координатор программы международного доктората, в которой участвуют 23 университета Европы и США.

## Основные публикации

### Монографии и учебники
- Неклассическое наследие. Андрей Полетаев. / отв. ред. И. М. Савельева. М.: ИД Высшей школы экономики, 2011. — 704 с. (вступительная статья и оглавление).
- Савельева И. М., Полетаев А. В. Классическое наследие. М.: ИД ГУ-ВШЭ, 2010. — 336 с. (аннотация и оглавление)
- Савельева И. М., Полетаев А. В. Теория исторического знания (учебное пособие для вузов). СПб.: Алетейя; М.: ГУ-ВШЭ, 2008, 523 с. (аннотация и оглавление)
- Савельева И. М., Полетаев А. В. Социальные представления о прошлом, или Знают ли американцы историю. М.: Новое литературное обозрение, 2008, 456 с. (аннотация и оглавление)
- Савельева И. М., Полетаев А. В. Социология знания о прошлом (учебное пособие для вузов). М.: ГУ-ВШЭ, 2005, 344 с. (аннотация и оглавление (недоступная ссылка))
- Савельева И. М., Полетаев А. В. Знание о прошлом: Теория и история. В 2-х т. Т. 1: Конструирование прошлого. Т. 2: Образы прошлого. СПб.: Наука, 2003, 2006, 632 с.; 751 с.
- Савельева И. М., Полетаев А. В. История и время: В поисках утраченного. М.: Языки русской культуры, 1997, 800 с.
  - Тж. на болгарском яз.: Савелиева И. М., Полетаев А. В. История и време: В търсене на изгубеното / Пер. Б. Пенчев, Х. Карастоянов. София: Стигмати, 2006, 716 с.
- Полетаев А. В., Савельева И. М. Циклы Кондратьева и развитие капитализма (опыт междисциплинарного исследования). М.: Наука, 1993. — 249 с.
  - Тж. 2-е испр. изд.: Полетаев А. В., Савельева И. М. «Циклы Кондратьева» в исторической ретроспективе. М.: Юстицинформ, 2009. — 272 с. (аннотация и оглавление)
- Савельева И. М. Альтернативный мир: модели и идеалы. М.: Наука, 1990. — 208 с.
- Савельева И. М. Профсоюзы и общество в США в XX в.: критика буржуазно-реформистских концепций. М.: Наука, 1983. — 265 с.

### Коллективные монографии под редакцией И. М. Савельевой
- Humanistyca krajowa w kontekście światowym: doświadczenie Polski i Rosji. Red. Jerzy Axer i Irina Sawieliewa. W., wyd. DG, 2011. Оглавление.
- Аксер Е., Савельева И. (ред.). Национальная гуманитарная наука в мировом контексте: опыт России и Польши. М.: ИД ГУ ВШЭ, 2010. — 368 с. Аннотация и оглавление. Рецензия.
- Классика и классики в социальном и гуманитарном знании / Отв. ред. И. М. Савельева, А. В. Полетаев. М.: Новое литературное обозрение, 2009. — 536 с.
- Феномен прошлого / Отв. ред. И. М. Савельева, А. В. Полетаев. М.: ГУ-ВШЭ, 2005, 476 с.